# Entrevaux
Entrevaux est une commune française, située dans le département des Alpes-de-Haute-Provence en région Provence-Alpes-Côte d'Azur. Le nom de ses habitants est Entrevalais et Entrevalaises.
Entrevaux a reçu le label « village et cité de caractère ».
La commune fait partie de l'association Les Plus Beaux Villages de France.

## Toponymie
En provençal Entrevaus; historiquement : Glandèves.
La localité apparaît pour la première fois dans les textes en 1040 (Interrivos), qui devient Entrevaus vers 1200; ce nom est formé sur le provençal entre et le mot vau (vallée) au pluriel, dont la lecture est transparente,. La commune est nommée Entrevaus en occitan vivaro-alpin et provençal. La prononciation locale est /eŋtreˈvaw/. Le nom "Inter Vales", notamment gravé sur une pierre dans la montée de la Porte Royale, serait donc une invention récente.
L’ancien centre de la commune, Glandèves, est nommé d'après la racine gauloise *Glann-, la vallée.

## Géographie

### Localisation
La cité fortifiée s'est développée autour d'un éperon rocheux, dans une boucle du Var, dominée par la citadelle.
Confinée initialement à l’intérieur de ses remparts, Entrevaux s'est progressivement développée sur la rive droite du Var.

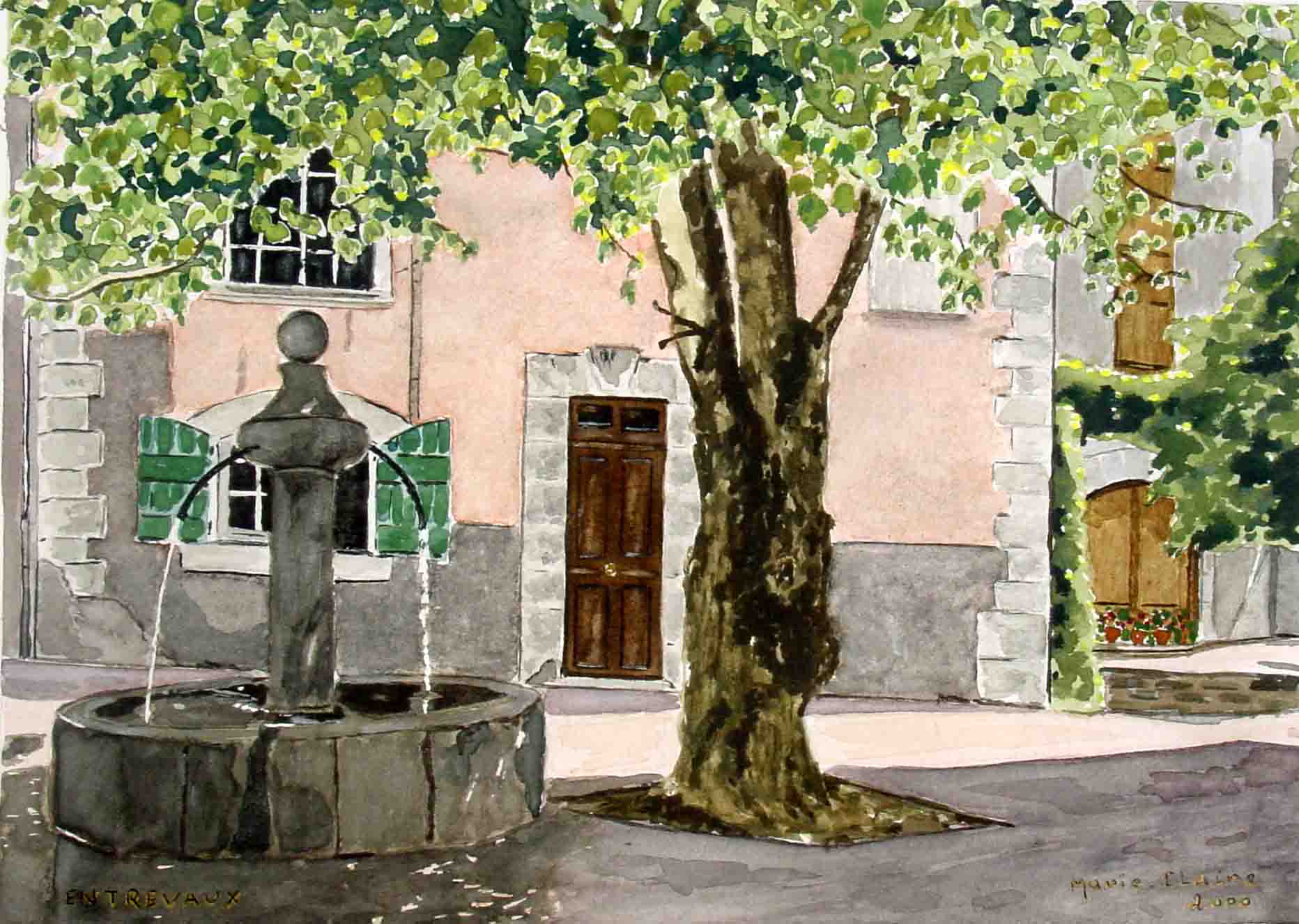
La Place Charles Panier.

### Communes limitrophes
Les communes limitrophes sont Castellet-lès-Sausses, Val-de-Chalvagne, La Rochette, Saint-Benoît, Sausses, Ubraye, La Croix-sur-Roudoule et Puget-Théniers.
| Castellet-lès-Sausses | Sausses          | La Croix-sur-Roudoule (Alpes-Maritimes) |
| Saint-Benoît          | d'Entrevaux      | Puget-Théniers (Alpes-Maritimes)        |
| Ubraye                | Val-de-Chalvagne | La Penne (Alpes-Maritimes), La Rochette |

### Hameaux
- le Brec
- le Plan d’Entrevaux
- le Haut-Agnerc
- Bas-Agnerc
- Bay

### Géologie et relief
- Sommet du Gourdon
- Crête de l’Alette

### Hydrographie et les eaux souterraines
La ville est située au confluent du Var (une station de surveillance de son cours est implantée à Entrevaux) et de la Chalvagne, à 472 m d’altitude.
Cours d'eau sur la commune ou à son aval :
- Var,
- torrents le Coulomp, la Chalvagne,
- ravins de Saint-Jean, du Courtévéras, de Farnet, de Champ-Long, du Ray, de Valbonnette, de Saint-Macaire.

### Environnement
La commune compte 4 024 ha de bois et forêts, soit 67 % de sa superficie.

### Transports
La route impériale a relié Entrevaux à Nice en 1873, mettant fin à des siècles d'isolement relatif.
La commune est traversée par la route départementale 4202, ancienne route nationale 202 reliant Nice à Digne-les-Bains, et le sentier de grande randonnée GR4.
La gare d'Entrevaux est desservie par la ligne de Nice à Digne.

### Risques naturels et technologiques

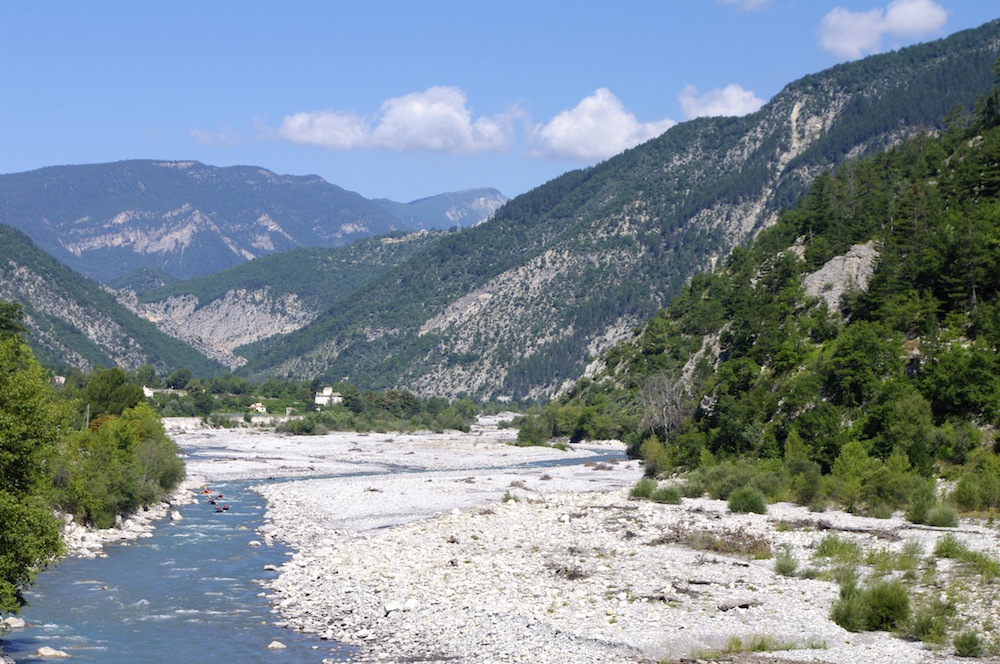
Le Var en amont d'Entrevaux.

Aucune des 200 communes du département n'est en zone de risque sismique nul. Le canton d'Entrevaux est en zone 2 (sismicité moyenne) selon la classification déterministe de 1991, fondée sur les séismes historiques, et en zone 4 (risque moyen) selon la classification probabiliste EC8 de 2011. La commune d’Entrevaux est également exposée à trois autres risques naturels :
- feu de forêt ;
- inondation (dans la vallée du Var) ;
- mouvement de terrain : plusieurs versants de la commune sont concernés par un aléa moyen à fort[12].

La commune d’Entrevaux est également exposée à un risque d’origine technologique, celui de transport de matières dangereuses par route. La départementale RD4202 (ancienne route nationale 202) peut être empruntée par les transports routiers de marchandises dangereuses.
Aucun plan de prévention des risques naturels prévisibles (PPR) n’existe pour la commune mais le Dicrim existe depuis 2011.
La commune a été l’objet de plusieurs arrêtés de catastrophe naturelle :  pour un tremblement de terre en 1984, pour des inondations, glissements de terrain et coulées de boue en 1989, 1994 et 2011.

### Sismicité
Un seul tremblement de terre a été ressenti fortement à Entrevaux depuis le XIXème siècle, le séisme du 23 février 1887, d’une intensité ressentie à Entrevaux de VII sur l’échelle MSK et dont l’épicentre était situé en Italie, à Bussana Vecchia. D’autres séismes se font régulièrement sentir, mais de façon plus faible.

## Histoire

### Antiquité
Un village gaulois se nommant Glanate était installé sur la rive droite du Var. Les romains l'appelèrent Intervallis.
Il était situé sur la voie prétorienne reliant Cemenelum (près de Nice, dans les Alpes-Maritimes) à Colonia Apta Iula Vulgentis (Apt), dans le Vaucluse. De la période romaine datent quelques vestiges, dont une nécropole autour de la cathédrale Notre-Dame-de-la-Sed (actuel hôpital).
Glanate/Intervallis fut chef-lieu d’une civitas s’étendant dans la vallée du Haut-Var. Elle s’agrandit au IVe siècle de la civitas voisine de Briançonnet pour contrôler le Haut-Var et la vallée de l’Estéron. Ce ressort devient celui de l’évêché de Glandèves, puis d’Entrevaux qui est depuis 2009 un siège titulaire.

### Moyen Âge
La cité épiscopale, évêché dès le Ve siècle, porte le nom de la Sedz (civitas sedis, « la ville du siège [de l'évêque] », en latin) tandis qu’à 1 km en amont se préfigure la ville d’Entrevaux. Le site, plus facilement défendable que celui de Glandèves et moins exposé aux crues du Var, est occupé au XIe siècle (la plus ancienne mention, Interrivos, date de 1040). Certains auteurs placent la destruction de Glandèves par les Sarrasins au VIIIe siècle; le transfert de la ville a lieu à partir du Xe siècle, la ville se transfère sur la rive gauche du fleuve et s’installe sur la terrasse rocheuse dominant le Var. Fief des barons de Glandevès, elle voit son sort définitivement lié au royaume de France avec le rattachement de la Provence à la France à la fin du XVe siècle.
La seigneurie des lieux passe en 1250 des barons de Beuil aux Féraud, originaires de Thorame, qui prennent le titre de barons de Glandevès. Ils partagent la seigneurie avec le chapitre et l’évêque et la conservent jusqu’en 1536. Jusqu’en 1245, la communauté d’Entrevaux relevait de la baillie d’Outre-Siagne, circonscription administrative du comté de Provence. Celle-ci est ensuite démembrée en plusieurs circonscriptions plus petites, et après une période de stabilisation, on sait qu’en 1264 Entrevaux faisait partie de la viguerie de Puget-Théniers. Le prieuré Saint-Michel (peut-être situé à l’actuel lieu-dit Glandèves) relevait de l’abbaye Saint-Victor de Marseille, qui percevait les revenus attachés à cet établissement.
Isnard de Glandevès (1340-1409), viguier de Marseille (1380), lieutenant du sénéchal (1405), fut seigneur de Cuers, de Pourrières et de Glandevès. Il fut le premier enfant de Guillaume Féraud de Glandevès, seigneur de Cuers et de Thorame et de Louise de Villeneuve. Il fut selon le baron du Roure "un des seigneurs les plus puissants et les plus considérés de Provence". Il fut l'objet de la reine Marie de Blois qui le couvrit de dons.
Après la guerre de Cent Ans et une fois la sécurité revenue, de 1442 à 1471, 20 familles quittent le village pour repeupler Riez.
En 1494, la place est prise par le duc de Savoie, grâce à une trahison. Le sire de Mirabeau reprend ensuite la ville pour le roi de France.

### Époque moderne
À la Renaissance, les guerres d’Italie opposent François Ier et Charles Quint. Celui-ci convoite la Provence et s’empare d’Entrevaux en 1536, à cause de la trahison du seigneur de la ville, Jacques de Glandevez. La moitié de la population est massacrée et la ville incendiée. Elle se révolte en 1542. Le gouverneur espagnol est égorgé. La population reprend le contrôle de la ville et se donne au roi de France. Reconnaissants, François Ier et le Dauphin déclarèrent par la "charte d’Avignon", Entrevaux ville royale du royaume de France, dépendant directement du roi et exemptée de toutes tailles, emprunts, services et devoirs (31 juillet 1542). C’est aussi à cette époque que la cathédrale de Glandèves est abandonnée et le siège épiscopal définitivement transféré à Entrevaux.
Paulon de Mauvans, capitaine protestant, pille la ville à l'été 1560. Entrevaux est le chef-lieu du territoire dit des Terres adjacentes (vallée du Var).
L’isolement d’Entrevaux aux confins du royaume créait une situation périlleuse, aussi tous les souverains veillèrent au renforcement des fortifications. En 1624, Richelieu décide de les compléter et de les renforcer. En 1658, la Porte royale et le pont sur le Var, gardé par une tour à chaque extrémité, sont construits. Néanmoins, l’isolement persiste, et en 1674, l’évêque d’Entrevaux Ithier instaure un service postal bimensuel avec Aix, par mulets, qui dessert également Annot et Guillaumes. Par la suite, un bureau de la poste royale est installé à Entrevaux.

#### Conflits internes
Le roi Louis XIV décide de renforcer et moderniser les forteresses de la frontière alpine (Briançon, Embrun, Seyne, Colmars, Entrevaux). Bien que Vauban ne visite pas la ville, il signe les plans de Niquet à Saint-Paul-de-Vence en 1692,. Les travaux, commencés en février de la même année, ne sont pas réalisés en entier, mais la ville comme la citadelle sont renforcées : le chemin fortifié date de cette époque. Les portes d’Italie et de France sont également renforcées. La citadelle, perchée sur son piton rocheux, témoigne encore des efforts pour prévenir les tentatives d’invasion. Le ministère de la Guerre laisse le soin de l’indemnisation des expropriations à la communauté, qui n’en peut mais : en 1705, cette indemnisation n’a pas commencé.
Au début des années 1700, l’évêque César de Sabran et le commandant du château et gouverneur d’Entrevaux, M. de la Contardière, entretiennent une rivalité sur de nombreux sujets, multipliant les chicanes, affiches, pamphlets et mazarinades. Le secrétaire d'État à la Guerre, Chamillart, nomme le baron de Glandèves comme arbitre, qui est récusé par l’évêque. Finalement, l’affaire n’est apaisée que par intervention du ministre d’État, Colbert de Torcy, en 1705, même si l’évêque entame une guerre de procédures ensuite avec les consuls de la communauté et si la querelle avec le gouverneur reprend de temps à autre.
Pour éteindre la dette de la communauté due à l’indemnisation des expropriations nécessaires aux travaux de Vauban, les consuls décident d’instaurer un piquet (genre d’octroi, taxe sur les produits entrant en ville). Mais le 17 mai 1705, les femmes de la ville se révoltent et lors de l’émeute, elles s’en prennent aux membres du conseil municipal, qui fixent la taxe, les bousculent, les insultent,. Le piquet n’est pas mis en place et de plus les émeutiers ne sont pas poursuivis. Pendant plus d’une dizaine d’années, deux partis s’opposent à Entrevaux : les plus riches, qui occupent tous les postes de décision, sont très favorables à l’instauration du piquet, qui leur coûterait personnellement moins cher ; face à eux, le parti populaire, dont les deux figures étaient le tisserand Joseph Coulet et le médecin Jean-Baptiste Bernardy, soutenait une taille proportionnelle aux moyens de chacun, plus légère pour les pauvres et plus lourde pour les riches. Ce parti était soutenu par l’évêque, qui pouvait ainsi éviter une hausse des prix du pain en ville et donc une hausse du salaire de ses domestiques et ouvriers. Une partie de la garnison, logée chez l’habitant, était aussi favorable au parti populaire. Dans un premier temps, c’est la solution d’une légère augmentation de la taille qui est retenue, puis un piquet est tout de même instauré en août 1717 ce qui déclenche une manifestation pacifique qui semble un instant victorieuse. Le gouverneur militaire, La Contardière, resté jusque-là à l’écart des affaires internes à la communauté, ordonne la dispersion de la manifestation et interdit tout nouveau rassemblement quand la carence des autorités civiles est trop évidente.

#### Sièges des Piémontais auXVIIIesiècle
La place forte résiste au siège des Piémontais commandés par le chevalier de Blaisigny en juin 1704. Arrivés sous les murs de la ville le 7 juin, les Piémontais installent leur camp au plateau de la Pigière, situé sur la rive opposé du Var et dominant la ville. Renforçant ses cent hommes de garnison de quatre compagnies d’habitants, le gouverneur de la Contardière fait une sortie de nuit et détruit ce camp, ce qui aboutit à la levée du siège dès le 14 juin. En 1707, une nouvelle colonne  commandée par le chevalier de Blaignac pille les propriétés de la rive droite du Var.
En 1721[précision nécessaire], les habitants font une sortie et battent les Piémontais qui allaient mettre le siège.

### Révolution et Empire
À la Révolution, l’évêché est supprimé. Dans la nuit du 17 au 18 janvier 1792, le maire Carros, contre-révolutionnaire (la municipalité inquiète ainsi la société populaire), tente un coup de force contre la Révolution, qui échoue devant l’opposition populaire. La société patriotique de la commune fait partie des 21 premières créées dans les Basses-Alpes, avant juin 1792 : elle est fondée au moment de la tournée des administrateurs départementaux. Le 5 frimaire an III, le représentant en mission Gauthier épure la société.
Au début des guerres de la Révolution, la place est défendue par le 3e bataillon des volontaires des Basses-Alpes, ensuite intégré à la 69e demi-brigade d’infanterie de ligne.
La commune du Plan-de-Puget, 75 habitants au recensement de 1800, est réunie à Entrevaux entre 1801 et 1806.

### Depuis la Révolution française
La Révolution et l’Empire apportent nombre d’améliorations, dont une imposition foncière égale pour tous, et proportionnelle à la valeur des biens de chacun. Afin de la mettre en place sur des bases précises, la levée d’un cadastre est décidée. La loi de finances du 15 septembre 1807 précise ses modalités. Dès 1816, le cadastre dit napoléonien d’Entrevaux est achevé, et celui de Plan-Puget l’est l’année suivante. Au XIXe siècle, plusieurs écoles sont construites : au Plan de Puget, au Plan d’Entrevaux, à Bay, au chef-lieu.
Jusqu'au XIXe siècle, Entrevaux n'est relié au reste du monde que par un chemin muletier, allant de Nice à Barcelonnette par Puget-Théniers. Une route est construite depuis Digne par Annot et le col de Toutes Aures, changeant l'itinéraire traditionnel. Et la route impériale relie Entrevaux à Nice en 1873, mettant fin à des siècles d'isolement relatif.
Le rattachement de Nice (1860) éloigne la frontière. Cependant, la forteresse est utilisée jusqu’au début du XXe siècle, et sert de prison pour les officiers allemands durant la Première Guerre mondiale. Ils étaient sous la garde du dernier commandant de la citadelle, le capitaine Jean-Baptiste Perini.
Le chemin de fer est inauguré en 1907 : Entrevaux est alors relié à Nice, et est presque un terminus, puisqu’il n’y a ensuite que l’arrêt de Pont de Gueydan. La ligne de Nice à Digne est ensuite prolongée jusqu’à Annot en 1908 puis achevée et inaugurée du 5 au 7 août 1911 en présence de Victor Augagneur, ministre des Travaux publics.

## Politique et administration

### Liste des maires
| Période                                  | Période                       | Identité           | Étiquette   | Qualité |
| ---------------------------------------- | ----------------------------- | ------------------ | ----------- | --- |
| Les données manquantes sont à compléter. |                               |                    |             | |
| avant 1939                               |                               | Henry Baréty       |             | Industriel |
| mai 1945                                 |                               | Charles Bernardini | Résistant   | ancien Résistant, se présente sous cette étiquette.                                                                                                  |
| avant 1970                               | 1970                          | Maurice Laïk       | Indépendant | Pharmacien |
| 1970                                     | 1976                          | Ernest Don         | PS          | Directeur d'école retraité Conseiller général du canton d'Entrevaux (1970-1988) Président du Conseil Général des Alpes-de-Haute-Provence (1985-1988) |
| avant 1988                               |                               | Mireille Vivonne   | RPR         | |
| avant 2005                               | 2014                          | Gilbert Laurent    | Ind.        | Conseiller général du canton d'Entrevaux (2008-2015)                                                                                                 |
| mars 2014                                | En cours (au 21 octobre 2014) | Lucas Guibert      | DVD         | |

La commune possède une bibliothèque municipale informatisée.

### Budget et fiscalité 2019
En 2019, le budget de la commune était constitué ainsi :
- total des produits de fonctionnement : 1 359 000 €, soit 1 542 € par habitant ;
- total des charges de fonctionnement : 1 146 000 €, soit 1 301 € par habitant ;
- total des ressources d’investissement : 222 000 €, soit 252 € par habitant ;
- total des emplois d’investissement : 773 000 €, soit 877 € par habitant.
- endettement : 1 249 000 €, soit 1 418 € par habitant.

Avec les taux de fiscalité suivants :
- taxe d’habitation : 14,81 % ;
- taxe foncière sur les propriétés bâties : 24,35 % ;
- taxe foncière sur les propriétés non bâties : 66,19 % ;
- taxe additionnelle à la taxe foncière sur les propriétés non bâties : 0,00 % ;
- cotisation foncière des entreprises : 0,00 %.

Chiffres clés Revenus et pauvreté des ménages en 2017 : Médiane en 2017 du revenu disponible, par unité de consommation : 19 760 €.

### Intercommunalité
Entrevaux a fait partie de 2008 à 2016 de la communauté de communes du Pays d'Entrevaux dont elle était le siège. Depuis le 1er janvier 2017, elle fait partie de la communauté de communes Alpes Provence Verdon - Sources de Lumière.

### Climat
Pour des articles plus généraux, voir Climat de Provence-Alpes-Côte d'Azur et Climat des Alpes-de-Haute-Provence.
En 2010, le climat de la commune est de type climat méditerranéen altéré, selon une étude du Centre national de la recherche scientifique s'appuyant sur une série de données couvrant la période 1971-2000. En 2020, Météo-France publie une typologie des climats de la France métropolitaine dans laquelle la commune est exposée à un climat de montagne ou de marges de montagne et est dans une zone de transition entre les régions climatiques « Var, Alpes-Maritimes » et « Alpes du sud ».
Pour la période 1971-2000, la température annuelle moyenne est de 12,4 °C, avec une amplitude thermique annuelle de 16,6 °C. Le cumul annuel moyen de précipitations est de 990 mm, avec 5,8 jours de précipitations en janvier et 4,7 jours en juillet. Pour la période 1991-2020, la température moyenne annuelle observée sur la station météorologique de Météo-France la plus proche, « Le Mas », sur la commune du Mas à 12 km à vol d'oiseau, est de 9,1 °C et le cumul annuel moyen de précipitations est de 1 236,8 mm. 
La température maximale relevée sur cette station est de 32,5 °C, atteinte le 28 juin 2019 ; la température minimale est de −13,5 °C, atteinte le 14 février 2009,,.
Les paramètres climatiques de la commune ont été estimés pour le milieu du siècle (2041-2070) selon différents scénarios d'émission de gaz à effet de serre à partir des nouvelles projections climatiques de référence DRIAS-2020. Ils sont consultables sur un site dédié publié par Météo-France en novembre 2022.

## Urbanisme

### Typologie
Au 1er janvier 2024, Entrevaux est catégorisée commune rurale à habitat dispersé, selon la nouvelle grille communale de densité à 7 niveaux définie par l'Insee en 2022.
Elle est située hors unité urbaine et hors attraction des villes,.

### Occupation des sols
L'occupation des sols de la commune, telle qu'elle ressort de la base de données européenne d’occupation biophysique des sols Corine Land Cover (CLC), est marquée par l'importance des forêts et milieux semi-naturels (92 % en 2018), en diminution par rapport à 1990 (93,7 %). La répartition détaillée en 2018 est la suivante : 
forêts (61,8 %), milieux à végétation arbustive et/ou herbacée (24,9 %), zones agricoles hétérogènes (8 %), espaces ouverts, sans ou avec peu de végétation (5,3 %).
L'évolution de l’occupation des sols de la commune et de ses infrastructures peut être observée sur les différentes représentations cartographiques du territoire : la carte de Cassini (XVIIIe siècle), la carte d'état-major (1820-1866) et les cartes ou photos aériennes de l'IGN pour la période actuelle (1950 à aujourd'hui).

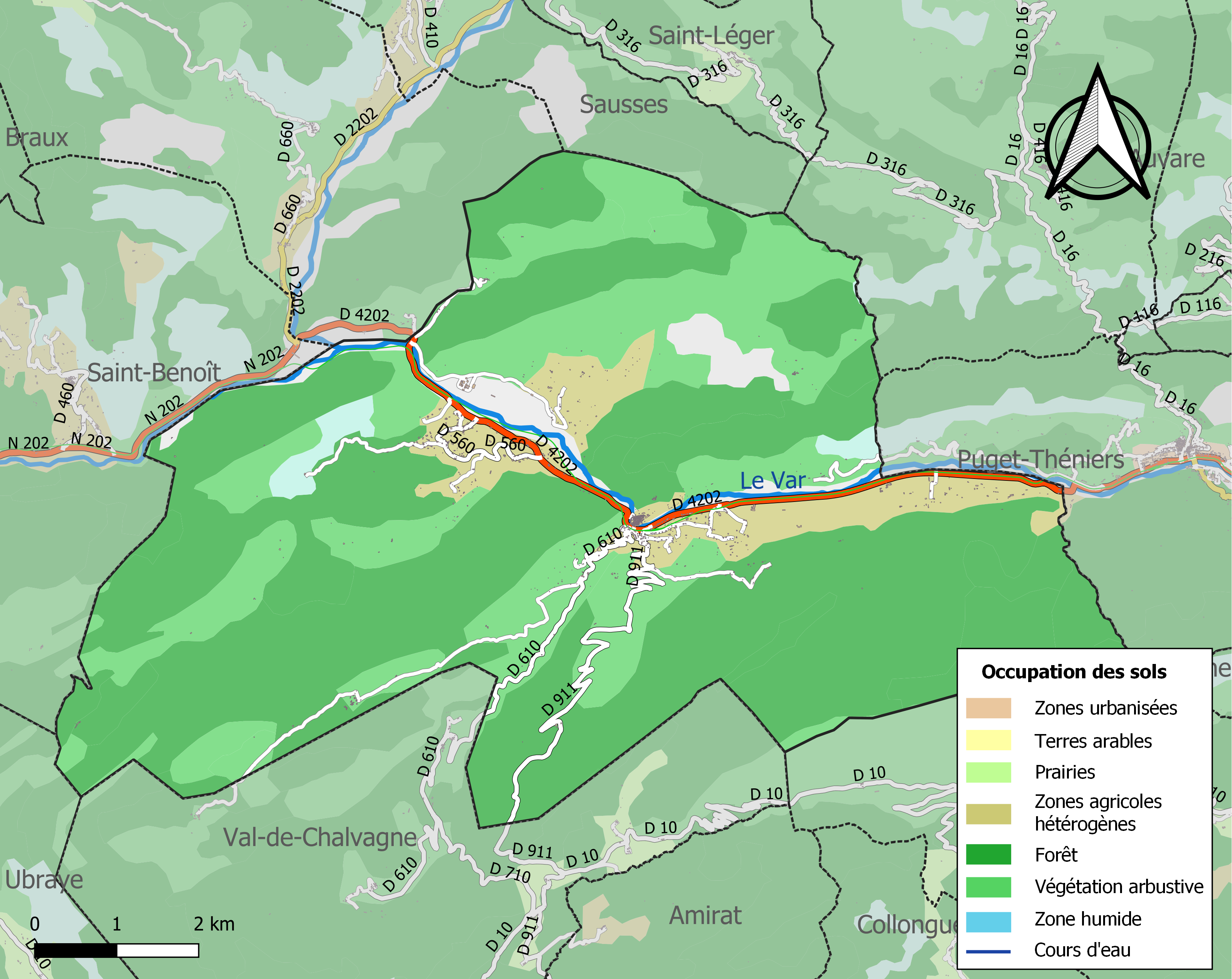
Carte de l'occupation des sols de la commune en 2018 (CLC).

### Administrations
Une brigade de gendarmerie de proximité est implantée à Entrevaux, elle dépend de celle d'Annot.

## Population et société

### Démographie
En 2022, Entrevaux comptait 791 habitants. À partir du XXIe siècle, les recensements réels des communes de moins de 10 000 habitants ont lieu tous les cinq ans (2004, 2009, 2014, etc. pour Entrevaux). Les autres « recensements » sont des estimations.
| 1700  | 1765  | 1793  | 1800  | 1806  | 1821  | 1831  | 1836  | 1841  |
| ----- | ----- | ----- | ----- | ----- | ----- | ----- | ----- | ----- |
| 1 650 | 1 536 | 1 732 | 1 326 | 1 239 | 1 400 | 1 485 | 1 659 | 1 732 |

| 1846  | 1851  | 1856  | 1861  | 1866  | 1872  | 1876  | 1881  | 1886  |
| ----- | ----- | ----- | ----- | ----- | ----- | ----- | ----- | ----- |
| 1 694 | 1 679 | 1 830 | 1 564 | 1 461 | 1 521 | 1 502 | 1 441 | 1 468 |

| 1891  | 1896  | 1901  | 1906  | 1911  | 1921  | 1926  | 1931  | 1936  |
| ----- | ----- | ----- | ----- | ----- | ----- | ----- | ----- | ----- |
| 1 416 | 1 391 | 1 657 | 1 461 | 1 239 | 1 052 | 1 035 | 1 010 | 1 125 |

| 1946 | 1954  | 1962 | 1968 | 1975 | 1982 | 1990 | 1999 | 2004 |
| ---- | ----- | ---- | ---- | ---- | ---- | ---- | ---- | ---- |
| 979  | 1 040 | 860  | 677  | 686  | 698  | 785  | 742  | 868  |

| 2006 | 2009 | 2014 | 2019 | 2022 | - | - | - | - |
| ---- | ---- | ---- | ---- | ---- | - | - | - | - |
| 878  | 948  | 880  | 816  | 791  | - | - | - | - |

| 1471    |
| ------- |
| 46 feux |

L’histoire démographique d’Entrevaux, après la saignée des XIVe et XVe siècles et le long mouvement de croissance jusqu’au début du XIXe siècle, est marquée par une période d’« étale » où la population reste relativement stable à un niveau élevé. Cette période dure peu de 1836 à 1856. L’exode rural provoque ensuite un mouvement de recul démographique de longue durée. En 1962, après un siècle de baisse, la commune a perdu plus de la moitié de sa population par rapport au maximum historique de 1841. Le mouvement de baisse s’est inversé dès le recensement suivant et la population continue de croître depuis.

### Enseignement
Les établissements d'enseignement dépendent de l'académie d'Aix-Marseille :
- École maternelle et élémentaire à Entrevaux[83],
- Collèges à Puget-Théniers (académie de Nice) et Annot[84],
- Lycées à Digne-les-bains[85].

### Santé
- Établissements hospitaliers à Manosque, Seyne, Castellane, Digne[86],
- Médecin à Entrevaux[87],
- Chirurgiens-dentistes à Entrevaux, Puget-Théniers.

### Cultes
Culte catholique, à la cathédrale, Paroisse  Doyenné : Var et Verdon.

## Économie

### Aperçu général
En 2009, la population active s’élevait à 401 personnes, dont 43 chômeurs (40 fin 2011). Ces travailleurs sont majoritairement salariés (73 %) et travaillent pour moitié dans la commune.

### Agriculture
Fin 2010, le secteur primaire (agriculture, sylviculture, pêche) comptait 27 établissements actifs au sens de l’Insee (exploitants non-professionnels inclus) et un emploi salarié.
Le nombre d’exploitations professionnelles, selon l’enquête Agreste du ministère de l’Agriculture, est de 13 en 2010, en effondrement continu depuis un quart de siècle. Il était de 41 en 2000 et de 84 en 1988. Les pertes se sont faites chez les arboriculteurs et exploitants de cultures permanentes (pertes de trente exploitations durant la dernière décennie). Actuellement, les exploitations sont encore tournées vers l’arboriculture, l’élevage ovin et la polyculture. De 1988 à 2000, la surface agricole utile (SAU) a suivi une courbe inverse à celle du nombre d’exploitations, de 418 à 670 ha, la taille moyenne de l’exploitation triplant. La SAU a diminué lors de la dernière décennie, pour revenir à son niveau de 1988, à 425 ha (avec une taille moyenne d’exploitation qui double encore, à 32 ha en 2010).
La vigne est cultivée anciennement à Entrevaux. Au XIXe siècle, elle occupe plus de 100 ha, et produit un vin d’assez bonne qualité vendu assez largement. Actuellement, ne restent que des parcelles relictuelles d’une superficie de 2 ha (2006).
La culture de l’olivier est pratiquée dans la commune depuis des siècles. Le terroir de la commune se situe pourtant à la limite altitudinale de l’arbre, qui ne peut que difficilement être exploité au-delà des 650 mètres, mais compte de nombreux versants aux expositions favorables. Au XIXe siècle, plusieurs dizaines d’hectares étaient exploités, parfois en complantation. Actuellement, l’oliveraie d’Entrevaux compte plusieurs milliers d’arbres répartis entre de nombreux petits propriétaires, et la production d’huile se fait dans un des trois moulins coopératifs du département.

### Industrie
Fin 2010, le secteur secondaire (industrie et construction) comptait 36 établissements, employant 29 salariés.
EFEM, atelier de CMS sous-traitant, emploie 13 salariés.

### Activités de service
Fin 2010, le secteur tertiaire (commerces, services) comptait 65 établissements (avec 28 emplois salariés), auxquels s’ajoutent les 14 établissements du secteur administratif (regroupé avec le secteur sanitaire et social et l’enseignement), salariant 92 personnes.
D'après l’Observatoire départemental du tourisme, la fonction touristique est assez importante pour la commune, avec entre un et cinq touristes accueillis par habitant, l’essentiel de la capacité d'hébergement étant non-marchande. Plusieurs structures d’hébergement à finalité touristique existent dans la commune :
- un hôtel[103] classé deux étoiles[104], d’une capacité de 8 chambres[105] ;
- un camping deux étoiles[106] avec une capacité de mplacements[107] ;
- plusieurs meublés labellisés [108] et non-labellisés[109].

Les résidences secondaires apportent un complément à la capacité d’accueil : au nombre de 245, elles représentent un tiers des logements. Parmi les résidences secondaires, 76 possèdent plus d’un logement,.

## Culture locale et patrimoine

### Lieux et monuments

#### Architecture civile

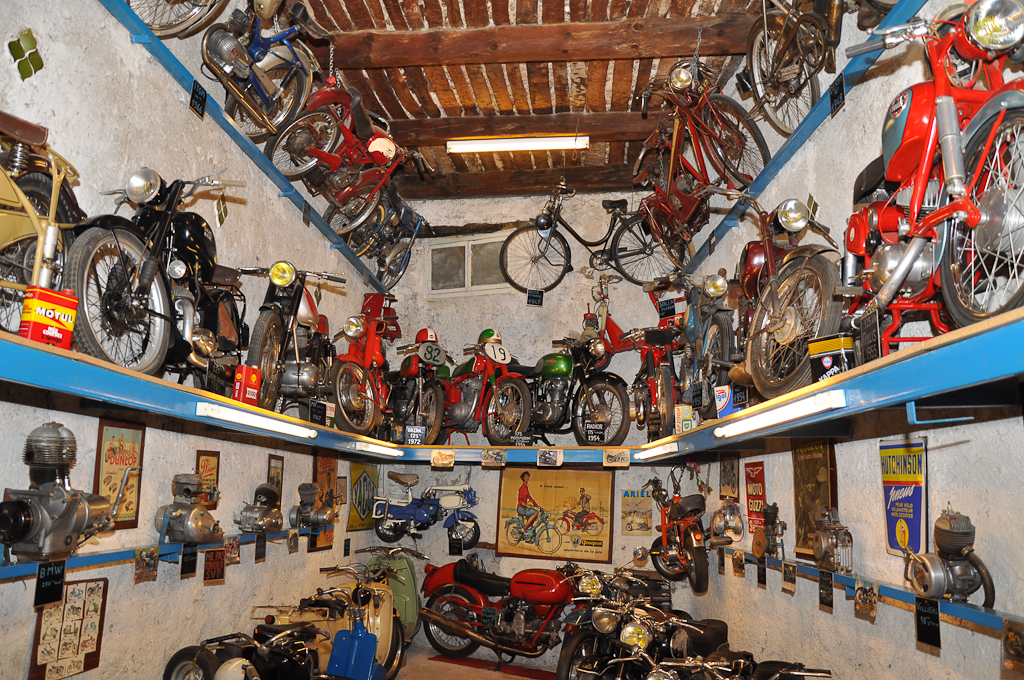
Musée de la moto.

L’ancien site de la ville, Glandèves, est siège d’un évêché à la fin de l’Empire romain, mais aucune découverte archéologique de la période gallo-romaine n’est intervenue.
Le village, bien que d’allure médiévale, date essentiellement du XVIIe siècle.
Le moulin à huile, daté du XVIIIe siècle, est le seul du département à fonctionner encore. La maison Fulconis porte un cadran solaire qui daterait de 1572, le plus ancien du département.
Dans le centre ancien se trouve également un musée de la moto, qui possède une collection de modèles anciens européens.
Sur la route nationale 202, en amont d’Entrevaux, se trouvent les ouvrages des Éléphants (pont-bâches au-dessus de la voie ferrée et de la route).

Ouvrages d’art et train des Pignes à Entrevaux.
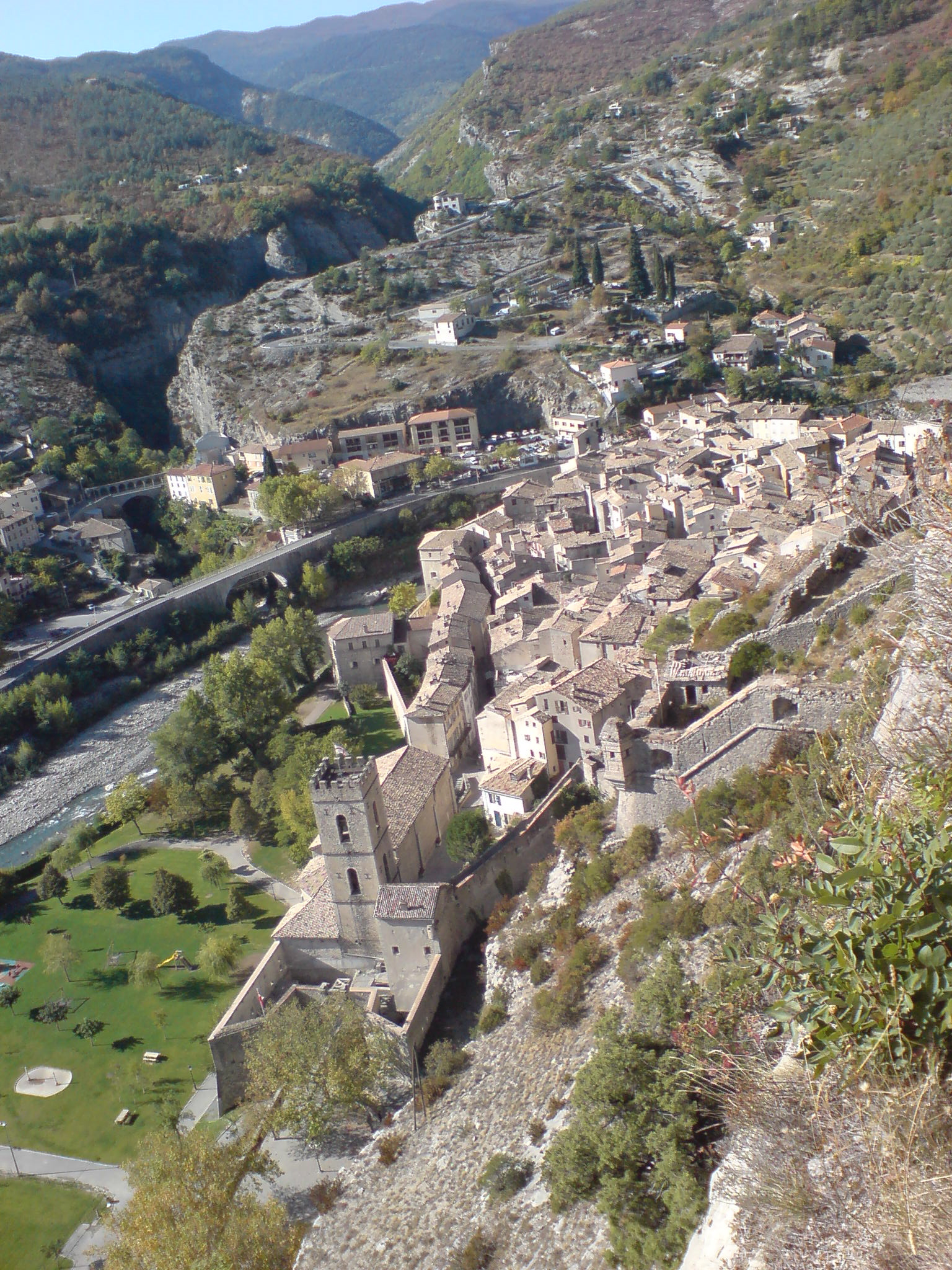
Vue générale de la ville ; au fond, les gorges de la Chalvagne.
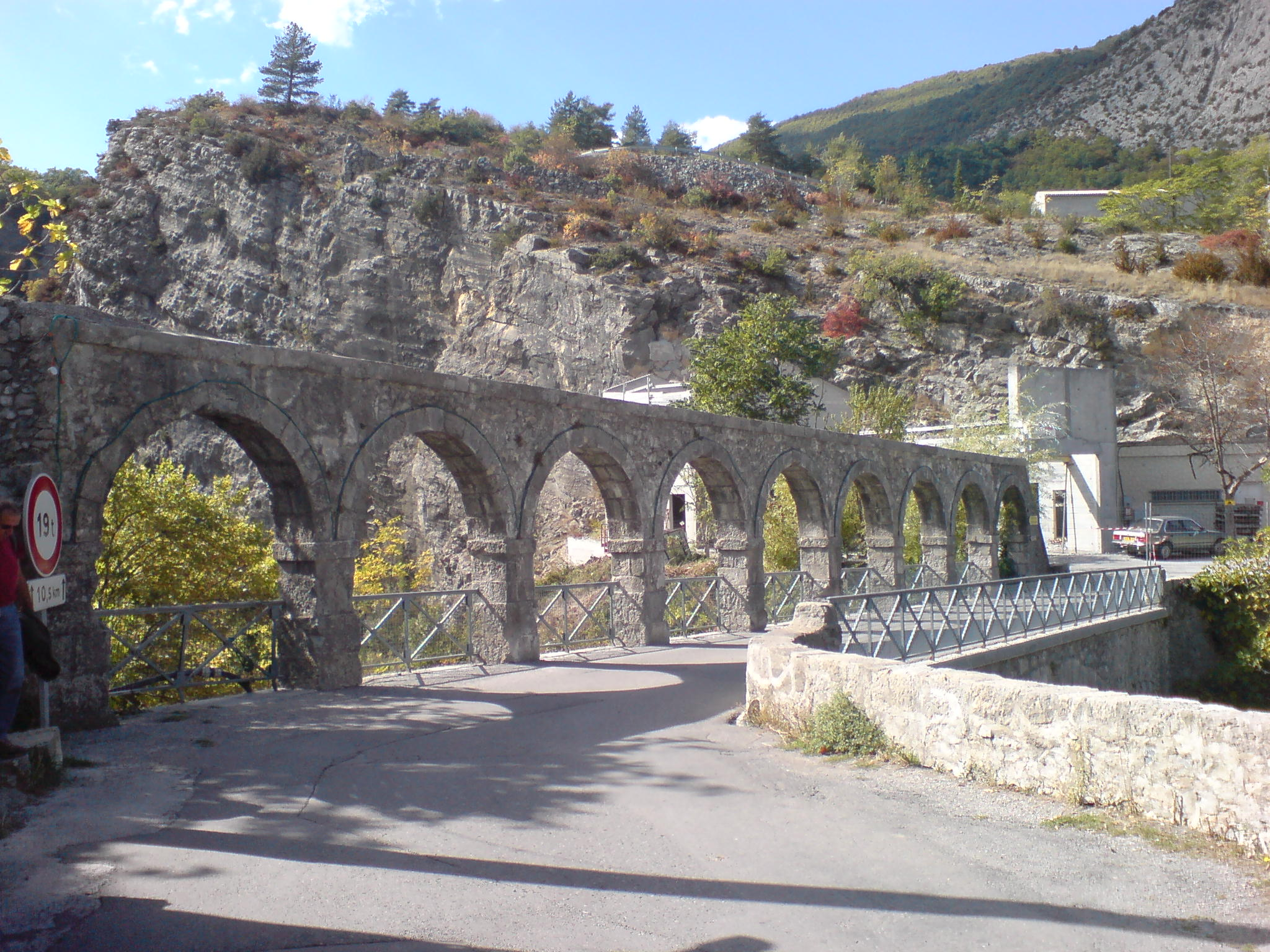
Pont sur la Chalvagne, surmonté d’un aqueduc sur arches.
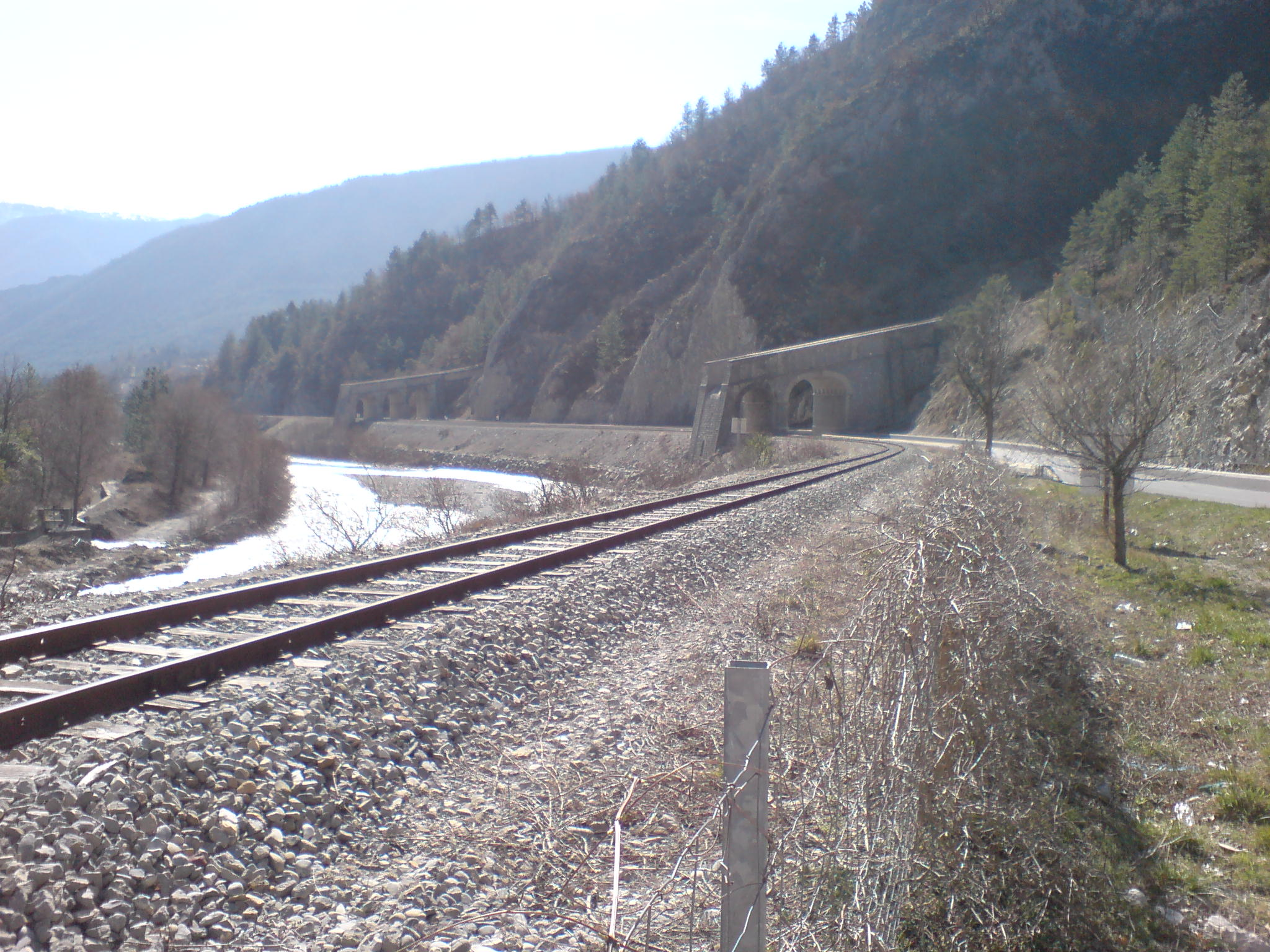
Ponts-bâche dits ouvrages des Éléphants, sur la RN 202 et la ligne de Nice à Digne.
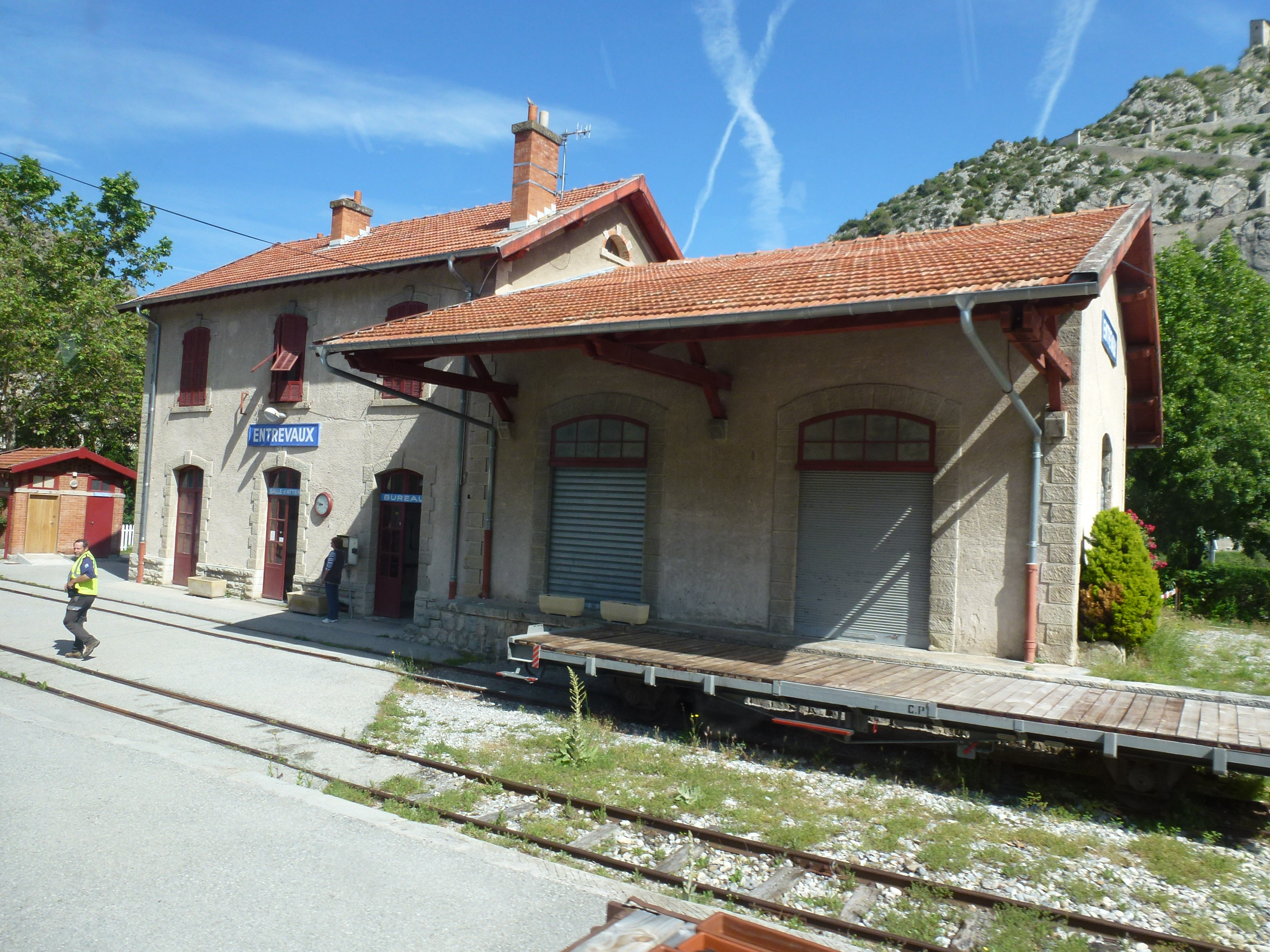
Train des Pignes, station d'Entrevaux.
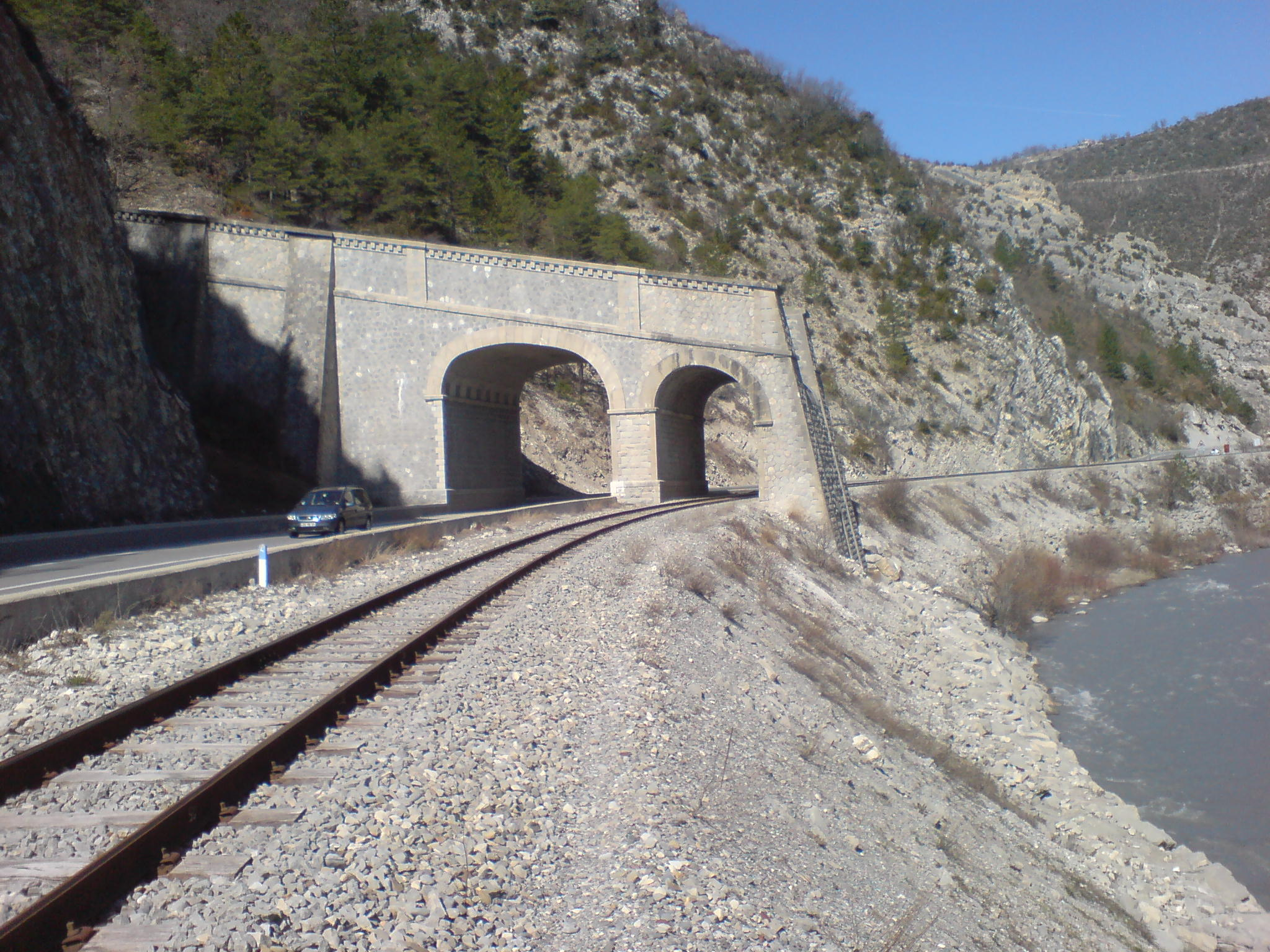
Ouvrage occidental.
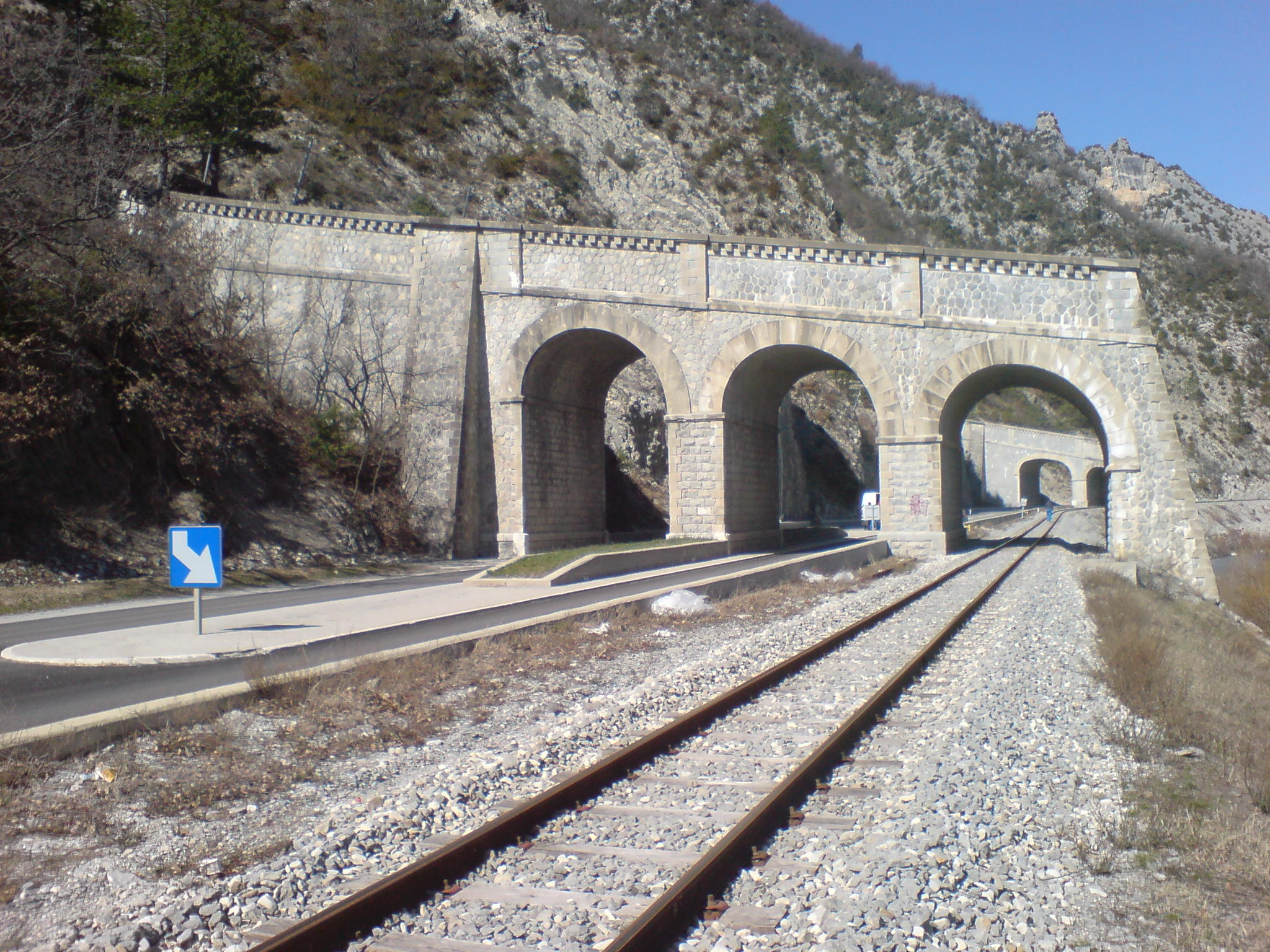
Ouvrage oriental.

#### Architecture militaire
La citadelle Vauban est située en haut d'une barre rocheuse, avec un chemin d'accès très escarpé et fortifié (classée monument historique).
Les fortifications de la ville sont également classées par les Monuments historiques. Elles comprennent trois portes :
- la principale, dite du Midi, Royale ou Nationale, précédée par une avant-porte[Note 2] avec corps de garde :
- la porte occidentale, dite de France ou de Guillaumes, empruntée actuellement par un chemin ;
- et la porte orientale, dite de Savoie, d’Italie ou de Puget.

Les remparts, bâtis sur l’à-pic au-dessus du Var, sont soutenus par des arcs. La cathédrale est intégrée à l’enceinte : son mur sud surélève la courtine, son clocher est crénelé et sert de tour d’observation. Les remparts dateraient, pour l’essentiel, de 1628. Du côté du Var (qui est le côté menacé), le rempart est renforcé sur ordre de Vauban par deux tours bastionnées. La porte de Savoie, défendue par le clocher de la cathédrale et un ouvrage à cornes ou cornichon, qui est équipé de deux pont-levis successifs et de trois portes, et aménagé en chicane. Le pont de la Porte royale (qui est l’entrée actuellement utilisée pour accéder au vieux bourg) est un pont à tour-porte (rive droite du Var) et à tablier levant (rive gauche, côté ville), construit en 1668. Son arche en plein cintre et à double rouleau a 17,6 m de portée. Sa principale particularité est le pont-levis, qui est abaissé au-dessus d’un évidement pratiqué dans la voûte (alors qu’habituellement, ils sont construits entre une extrémité du pont et la porte). Il était encore relevé tous les soirs en 1870.
Le chemin fortifié d’accès à la citadelle est bordé d’un mur côté vallée, parfois percé de meurtrières, et coupé de loin en loin par dix-sept portes, ouvertes par des arches en plein cintre. Construit de 1724 à 1746, il donne également accès à deux fortins ou redoutes, le fort Langrune (au-dessus de la porte de Guillaumes) et le fort Pandol (au-dessus de la porte d’Italie) qui sont les deux extrémités d’une fortification prévue pour appuyer la défense de la ville, mission que la citadelle ne pouvait remplir. La citadelle, qui est l’agrandissement (1682) d’un noyau médiéval>, a été déclassée le 30 novembre 1928.

Fortifications de la ville.
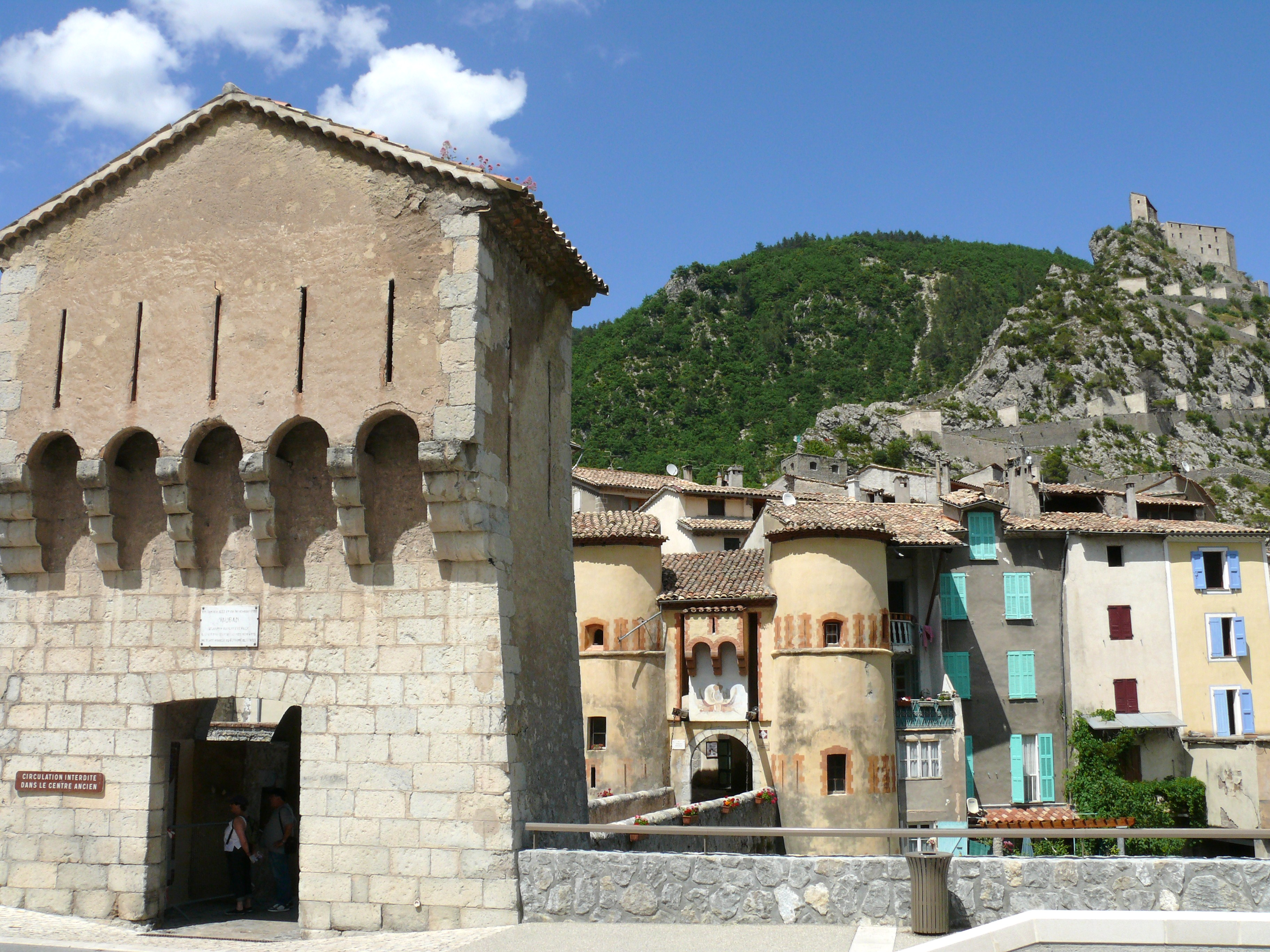
Redoute et Porte royale
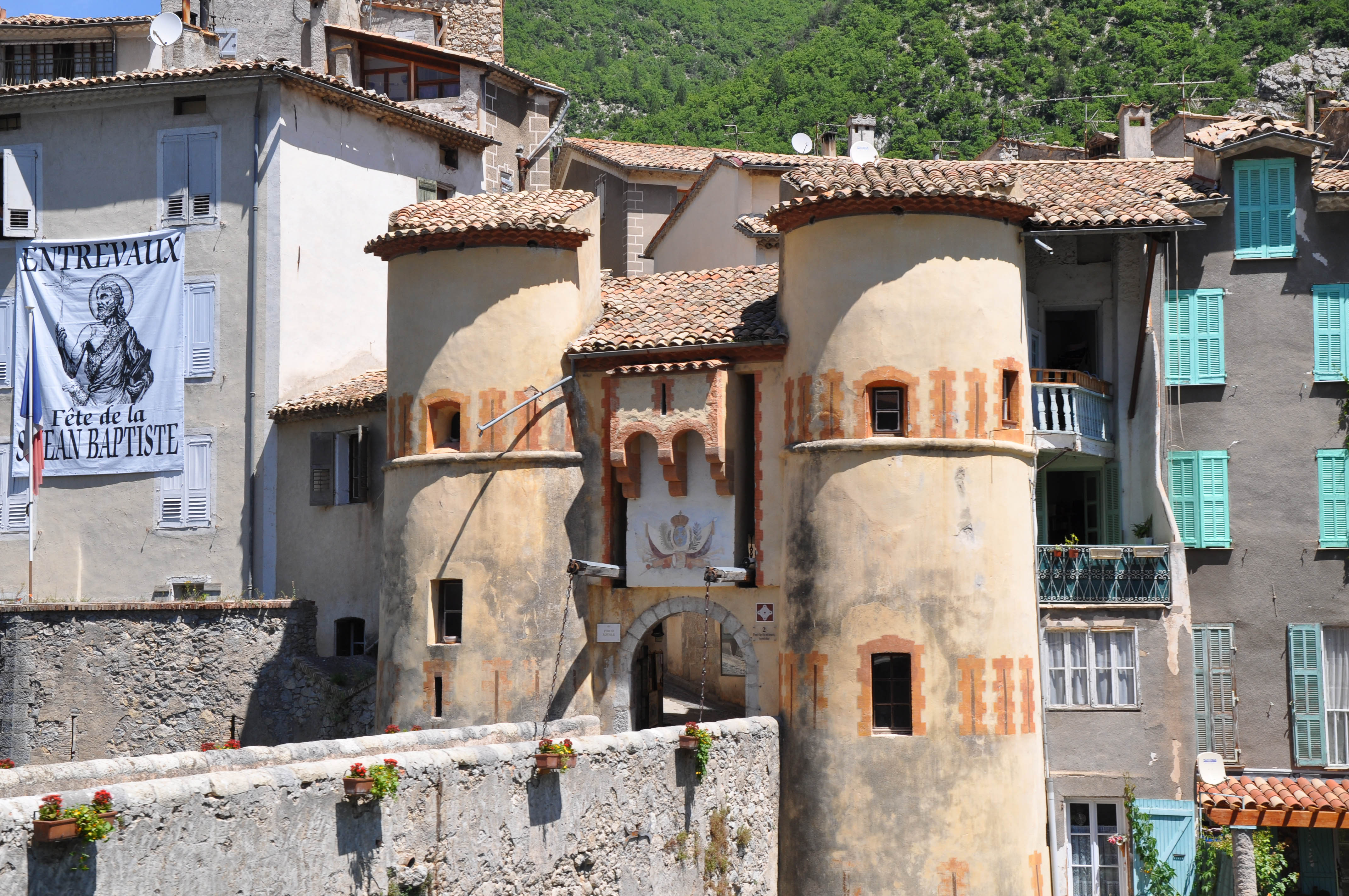
Pont et Porte royale
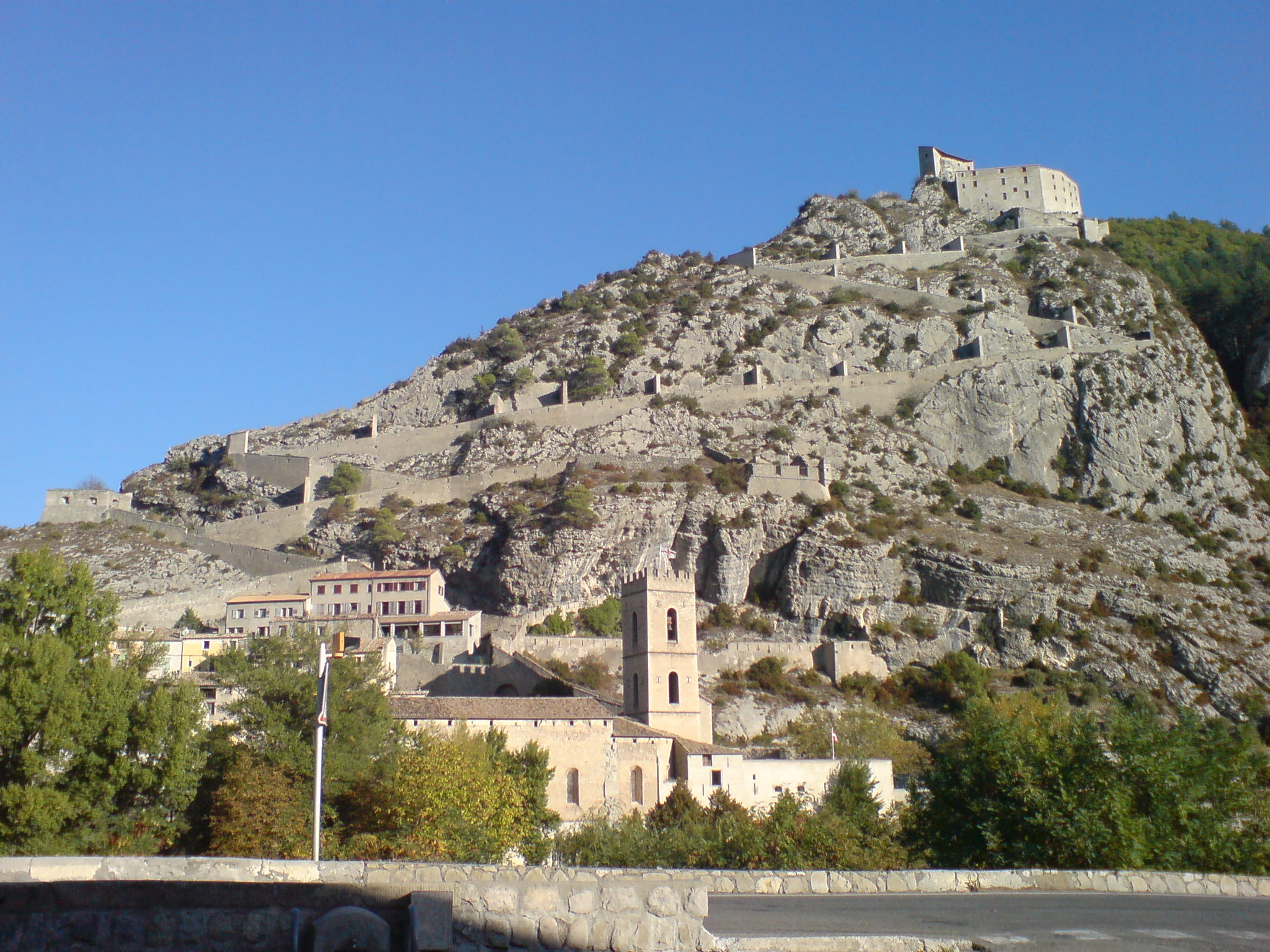
La ville, la cathédrale, et le chemin d’accès fortifié à la citadelle.
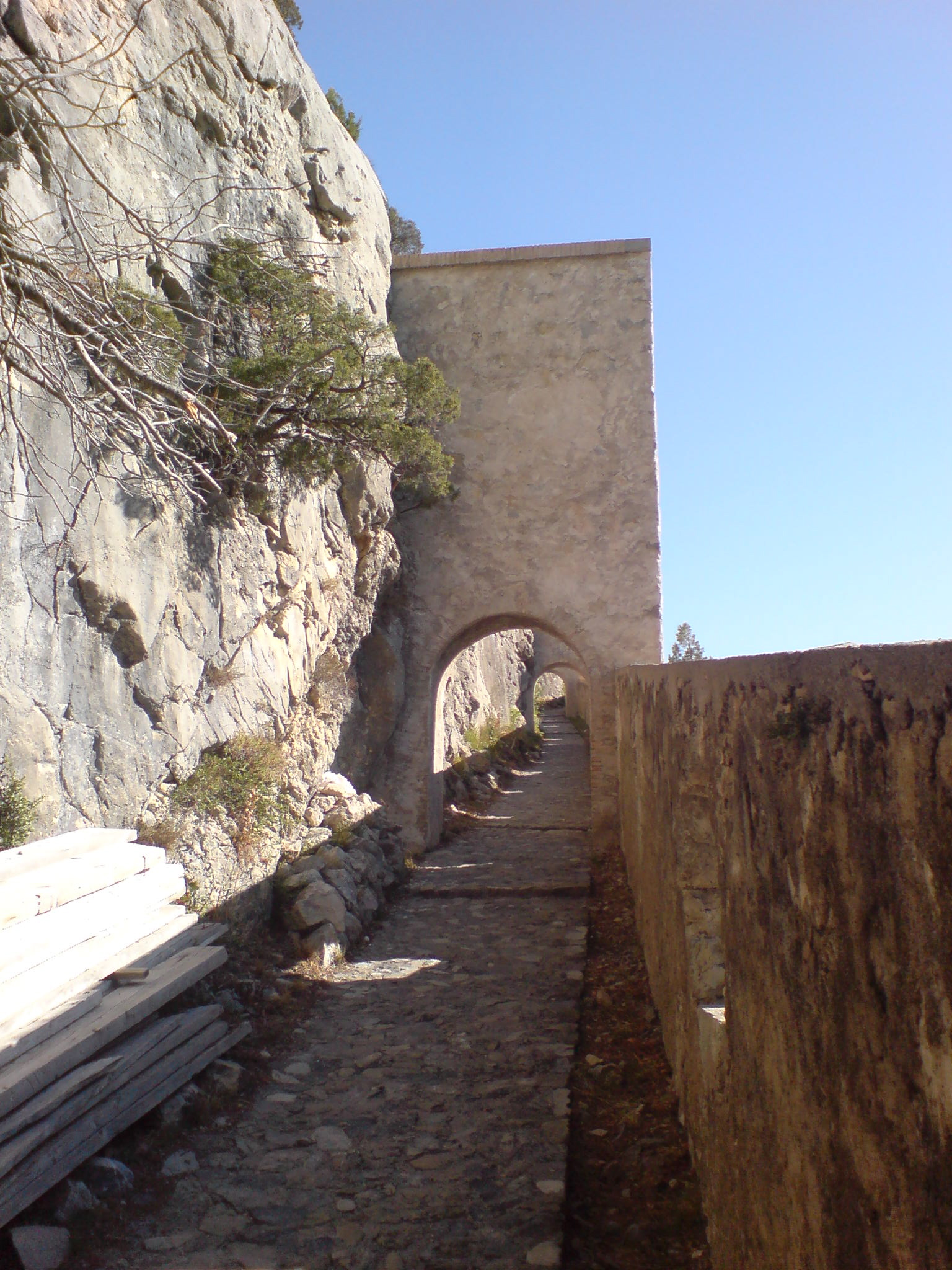
Détail du chemin fortifié d’accès à la citadelle.
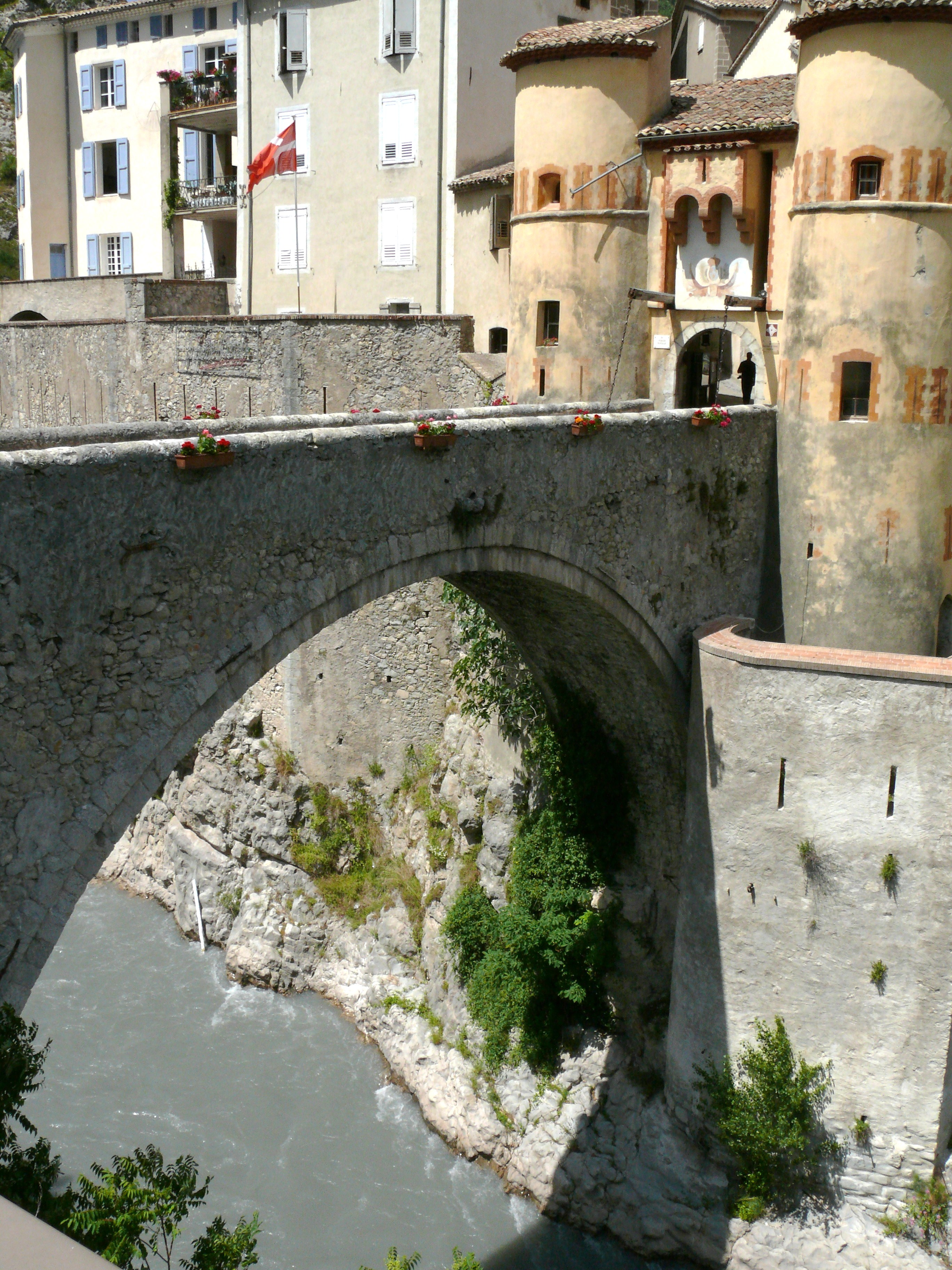
Pont de la Porte Royale.
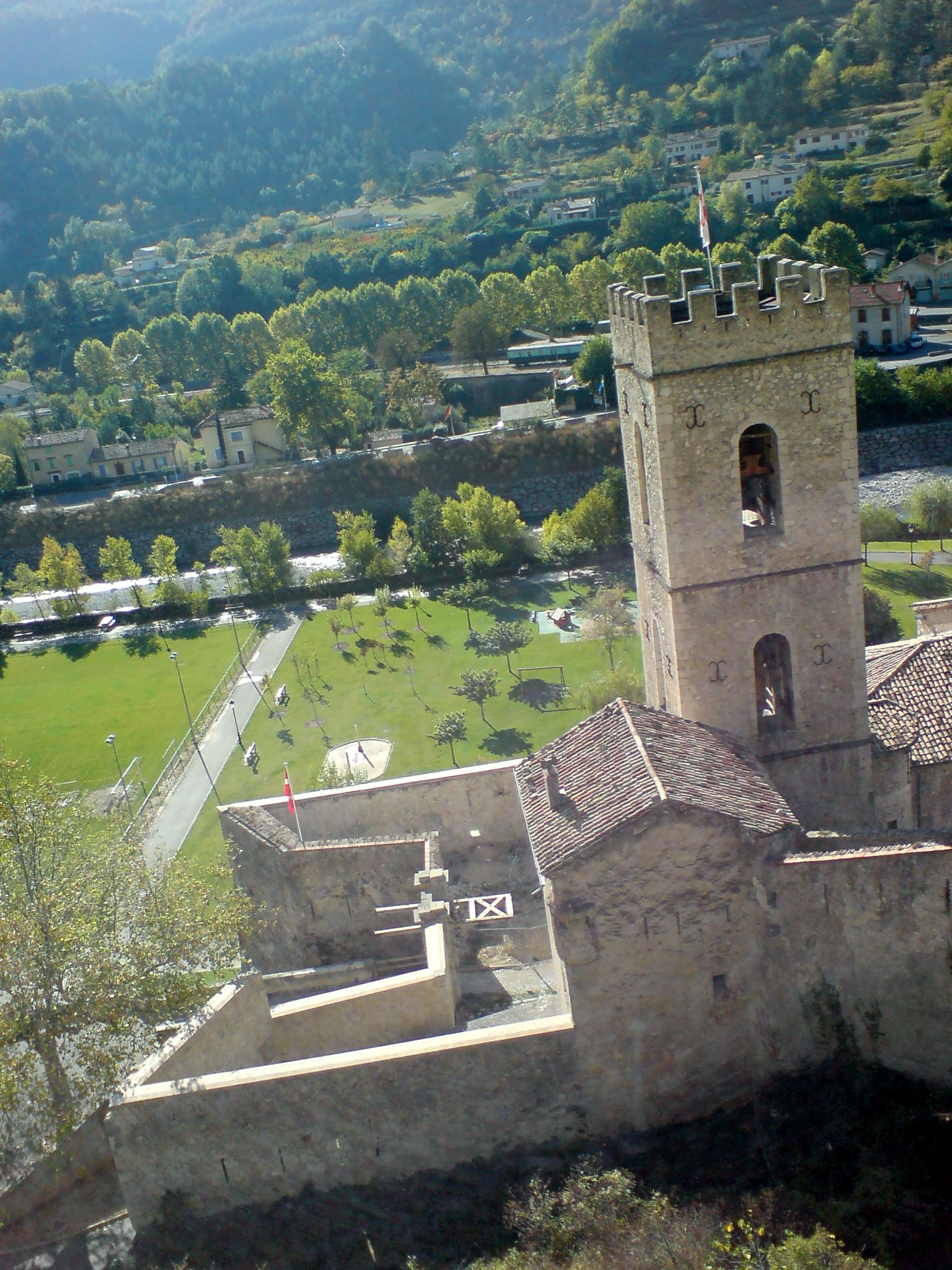
L’ouvrage à cornes Porte d’Italie-Clocher crénelé cathédrale.

#### Art religieux
La cathédrale d’Entrevaux, dernière en date des cathédrales successives des évêques de Glandèves et aujourd’hui église paroissiale, est un édifice inscrit sur l'Inventaire supplémentaire des monuments historiques.
Elle abrite un grand tableau de l’Assomption de la Vierge, peint par François Mimault vers 1647,
un orgue fabriqué par le marseillais Jean Eustache en 1717,,,,
des cloches des XIXe et XXe siècles,,,,
et possède par ailleurs cinquante trois stalles du XVIIe siècle,, une stalle de célébrant,, un ensemble de 3 stalles, d'un lambris d'appui et de bancs de chœur.
Notre-Dame-de-la-Seds ou de l’hôpital, située en rive droite du Var et en aval de la localité, est l'avant-dernier siège des évêques de Glandèves. Elle est désormais monument historique inscrit. Il n’en subsiste qu’une vaste abside du XIIe siècle. À proximité, se situe le palais épiscopal construit par Dominique Ithier (évêque de 1654 à 1672) (installé dans l’ancien palais épiscopal du XVIIe siècle).
La commune compte de nombreuses chapelles :
- Saint-Jean-du-Désert[136] (dans la montagne), chapelle considérée comme miraculeuse[24],
- Saint-Pierre[137] au Brec[24], avec dans son mobilier deux grands porte-cierges en bois doré, ornés d’un décor végétal (pampres)[138],
- Saint-Jean-Baptiste ou Sainte-Marguerite[139] (au Plan)[24],
- Saint-Joseph (au Haut-Agnerq)[24],
- Saint-Claude[140] au hameau du Bay[24],
- Saint-Louis[141] au Bas-Agnerq[24] ;
- Chapelle des Lacs[24].

L’été, un train touristique du XIXe siècle relie la ville à Annot et Puget-Théniers.

Art religieux à Entrevaux.
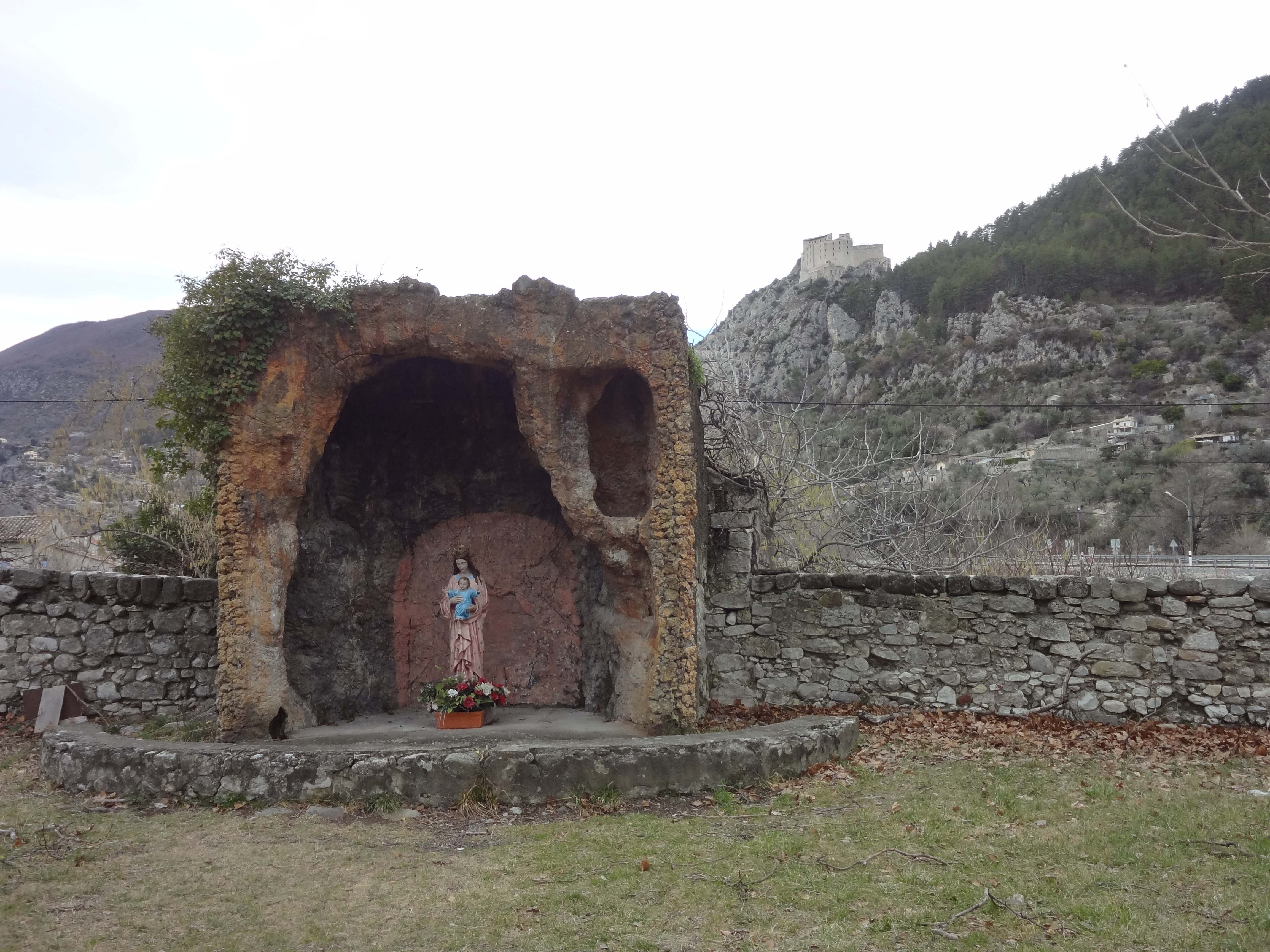
Oratoire consacré à Notre-Dame, dans le parc de l’hôpital.
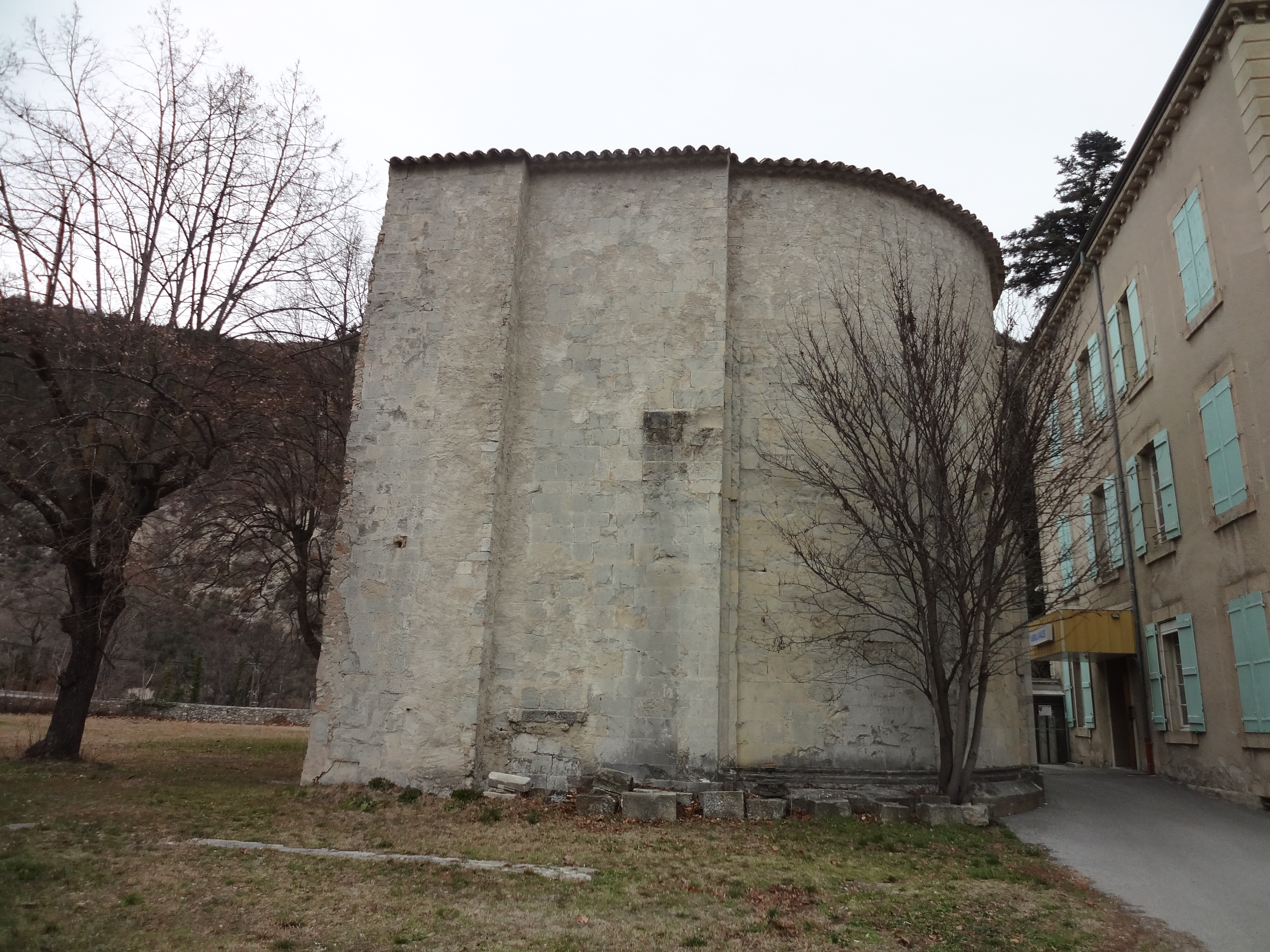
Chevet de l’ancienne cathédrale, Notre-Dame-de-la-Seds.
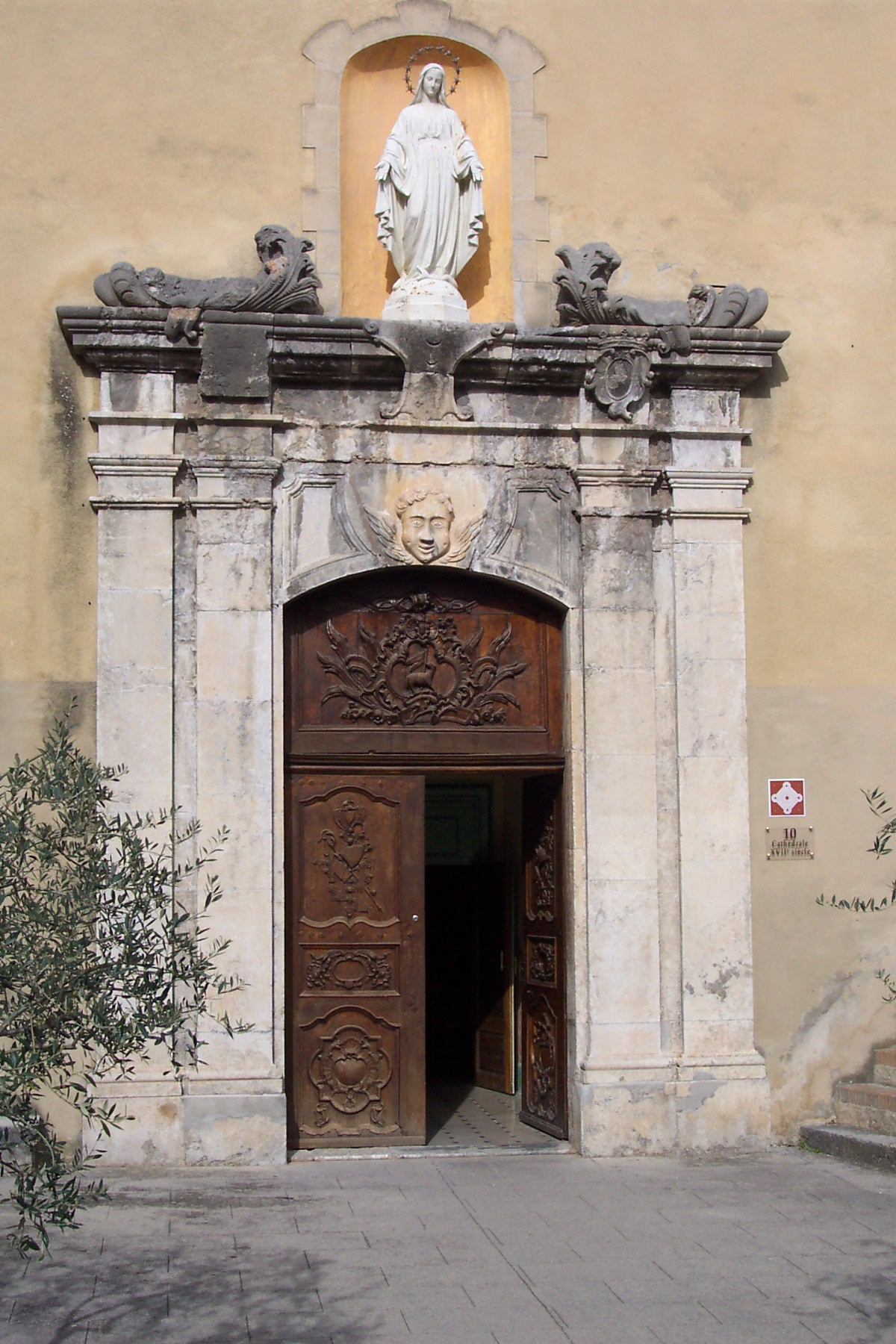
Portail de la cathédrale récente.

### Manifestations
Un pèlerinage en l’honneur de saint Jean-Baptiste a lieu tous les ans, le week-end le plus proche du 24 juin, à la chapelle de Saint-Jean-du-Désert.
Le saut de la mariée le 1er juillet 2017.
Des fêtes médiévales avaient lieu au mois d’août depuis 1989, une année sur deux, puis une tous les trois ans. Aujourd'hui, les fêtes médiévales sont organisées tous les deux ans. Les dernières ayant eu lieu les 29 et 30 juillet 2017, le prochain week-end des Médiévales se déroulera en 2019.

### Personnalités liées à la commune
- Jules Carenco[144], personne morte en déportation.
- Joseph Gaspard Corporandi d'Auvare, né à La Croix en 1722 et mort à Entrevaux en 1804, général des armées de la République
- Antoine Dalmas, né en 1757 à Entrevaux, médecin, embarqué sur la flotte de l’amiral De Grasse pendant la guerre d'Indépendance américaine, étudia la fièvre jaune (Recherches historiques et médicales sur la fièvre jaune), auteur d’une thèse et d’une Histoire de la révolution de Saint-Domingue, médecin du roi par quartier lors de la Restauration
- Jean-Auguste Eyssautier (1844-1923), né à Entrevaux, évêque de La Rochelle
- Louis Laboissette (1921-1974), peintre
- Constant Martin (1839-1906), personnalité de la Commune de Paris, est né à Entrevaux
- Évêques de Glandèves (nom officiel des évêques installés à Entrevaux)

### Héraldique
| Blason de Entrevaux | Blason  | D’azur à un pont d’or entre deux rochers d’argent, mouvants des deux flancs de l’écu, et une rivière du même, coulant sous le pont,. |
| Blason de Entrevaux | Détails | Armes parlantes. Le statut officiel du blason reste à déterminer.                                                                    |